# Lindsaea plicata
Lindsaea plicata är en ormbunkeart som beskrevs av Bak. Lindsaea plicata ingår i släktet Lindsaea och familjen Lindsaeaceae. Inga underarter finns listade.